# Hong Kong Open 2001
Die Hong Kong Open 2001 waren eines der Top-10-Turniere des Jahres im Badminton in Asien. Sie fanden im Queen Elizabeth Stadium in Wan Chai vom 25. bis 30. September statt. Das Preisgeld betrug 30.000 USD, was dem Turnier zu einem Ein-Sterne-Status im World Badminton Grand Prix verhalf.

## Sieger und Platzierte
| Disziplin    | Gold                       | Silber                                          | Bronze                                            |
| ------------ | -------------------------- | ----------------------------------------------- | ------------------------------------------------- |
| Herreneinzel | Shon Seung-mo              | Boonsak Ponsana                                 | Ng Wei                                            |
| Herreneinzel | Shon Seung-mo              | Boonsak Ponsana                                 | Sony Dwi Kuncoro                                  |
| Dameneinzel  | Sujitra Ekmongkolpaisarn   | Jun Jae-youn                                    | Dewi Arisandi Tira                                |
| Dameneinzel  | Sujitra Ekmongkolpaisarn   | Jun Jae-youn                                    | Louisa Koon Wai Chee                              |
| Herrendoppel | Lee Dong-soo Yoo Yong-sung | Albertus Susanto Njoto Yau Tsz Yuk              | Agus Hariyanto Ng Wei                             |
| Herrendoppel | Lee Dong-soo Yoo Yong-sung | Albertus Susanto Njoto Yau Tsz Yuk              | Chang Kim Wai Hong Chieng Hun                     |
| Damendoppel  | Liu Zhen Xiao Luxi         | Sathinee Chankrachangwong Saralee Thungthongkam | Duanganong Aroonkesorn Kunchala Voravichitchaikul |
| Damendoppel  | Liu Zhen Xiao Luxi         | Sathinee Chankrachangwong Saralee Thungthongkam | Ang Li Peng Lim Pek Siah                          |
| Mixed        | Kim Dong-moon Ra Kyung-min | Khunakorn Sudhisodhi Saralee Thungthongkam      | Ha Tae-kwon Hwang Yu-mi                           |
| Mixed        | Kim Dong-moon Ra Kyung-min | Khunakorn Sudhisodhi Saralee Thungthongkam      | Liu Kwok Wa Louisa Koon Wai Chee                  |

## Finalergebnisse
| Disziplin    | Sieger                     | Finalist                                        | Ergebnis                |
| ------------ | -------------------------- | ----------------------------------------------- | ----------------------- |
| Herreneinzel | Shon Seung-mo              | Boonsak Ponsana                                 | 7-2, 4-7, 8-7, 7-8, 7-3 |
| Dameneinzel  | Sujitra Ekmongkolpaisarn   | Jun Jae-youn                                    | 7-4, 8-6, 7-0           |
| Herrendoppel | Lee Dong-soo Yoo Yong-sung | Kwun Yuen Yau Albertus Susanto Njoto            | 7-1, 7-2, 7-3           |
| Damendoppel  | Liu Zhen Xiao Luxi         | Sathinee Chankrachangwong Saralee Thungthongkam | 8-6, 3-7, 2-7, 8-7, 7-3 |
| Mixed        | Kim Dong-moon Ra Kyung-min | Khunakorn Sudhisodhi Saralee Thungthongkam      | 3-7, 7-0, 7-2, 7-2      |